# Malka
Malka (Russisch: Малка) of Malki (Малки) is een plaats (selo) in het gemeentelijke district Jelizovski van de Russische kraj Kamtsjatka. De plaats ligt aan een zijweg van de hoofdweg R-474 van Kamtsjatka, op ongeveer 94 kilometer ten westnoordwesten van Jelizovo en 120 kilometer ten noordwesten van Petropavlovsk-Kamtsjatski, aan de instroom van de rivier de Kljoetsjevka in de Bystraja in een kleine vallei, tussen de berg Zerkaltse (947 meter) in het noordwesten en de berg Ozjornaja (723 meter) in het zuidoosten. Aan de westzijde bevindt zich het Centraal Gebergte en aan de oostzijde het Gamalskigebergte.
In de plaats wonen 33 mensen (2007).

## Geschiedenis
De plaats wordt voor het eerst genoemd in de tweede helft van de 18e eeuw door Stepan Krasjeninnikov met de naam 'nederzetting Apanitsjeva'. In 1787 schreef de Franse reiziger Jean-Baptiste-Barthélemy de Lesseps over de plaats, "ostrog Malkin is vergelijkbaar met die ik eerder heb gezien en beschreven; Er bevinden zich vijf of zes izba's met vijftien tenten; het staat op de oever van de tivier de Bystraja en is omgeven door hoge bergen." en schreef verder dat zich er een heetwaterbron naast bevond. Mogelijk is de plaats naar een man genaamd Malka vernoemd. In 1811 beschreef kapitein Vasili Golovnin dat de inwoners bezig waren met de jacht op sabelmarters, onder leiding van tojon (dorpsbestuurder) Dyryndin Spiridon. In 1818, na een epidemie op Kamtsjatka, werd een ziekenhuis gesticht bij de bron door dokter I.V. Ljoebarski (volgens een andere bron werd het ziekenhuis reeds in 1802 gesticht door de Kamtsjatkaanse bestuurder Kosjelev). Deze vormde toen met die van Tigil een van de enige twee ziekenhuizen in Kamtsjatka.
In de jaren 50 van de 19e eeuw beschouwde de Baltisch-Duitse reiziger Karl von Ditmar, die verschillende malen in de plaats kwam, Malka als een van de rijkste en grootste nederzettingen van Kamtsjatka, hoewel er toen slechts 12 huizen stonden. Ook nam hij de temperatuur op van de bron en kwam tot 82,5 °C. In 1876 werd er een volkstelling gehouden, waarbij 68 mensen werden geteld, waaronder 62 'Kamtsjadalen' en 6 burgers uit Petropavlovsk. Vreemd genoeg werden er slechts 3 analfabeten geteld. Qua gebouwen bevonden zich er onder andere een kerk (waarvan het bevel tot de bouw in 1841 werd gegeven), 10 huizen, 2 joerten, een winkel, 2 schuren, 19 tenten en twee banya's. Er werd toen vooral aardappelen, knollen en sla verbouwd en vis gevangen. In 1879 werd er een school geopend door Afanasi Vorosjilov uit Petropavlovsk. In het woordenboek van Kirillov uit 1888 werd de plaats Malinskoje vermeld, waarbij werd aangegeven dat er eerder een ostrog had gestaan en dat er 65 mensen woonden, allen 'Kamtsjadalen'. In 1890 werd er een kapel gebouwd ter ere van de icoon Onze Lieve Vrouwe van Kazan, die onder de gemeente van Bolsjeretsk viel. Eind 19e eeuw nam de bevolking snel toe tot bijna 100 en kwam de veeteelt op met vooral paarden en koeien. De jacht bleef echter domineren, waarbij vooral sabelmarters, beren en vossen werden geschoten.
Tijdens de Russische Burgeroorlog stond de vooral Itelmeense bevolking argwanend tegenover de machtswisseling en werden in 1922 tot de 'contrarevolutionairen' gerekend door het nieuwe bolsjewistische bestuur. Er werd echter niet om de plaats gevochten. Na de oorlog was de bevolking echter wel gedaald met bijna de helft, zo blijkt uit de volkstelling van 1926.
Begin jaren 30 werd het verplichte basisonderwijs ingesteld in de plaats. De collectivisatie bereikte de plaats in 1932 met de instelling van de kolchoz "1e mei", waar in 1939 52 mensen werkten. De plaats vormde bestuurlijk gezien eerst onderdeel van het district Milkovski, maar omdat Milkovo ruim 200 kilometer verderop lag, was het moeilijk om communicatie te onderhouden met de kolchoz. Toen een asfaltweg werd aangelegd vanaf Petropavlovsk-Kamtsjatski naar Malka, werd de verbinding daarmee een stuk beter en in 1944 werden Malka en het nabijgelegen Natsjiki dan ook overgeheveld naar het stadsbestuur van die stad. In 1956 hieven de inwoners de selsovjet van Malka op en werden bestuurlijk onderdeel van die van Naltsjiki. In 1963 werden boorgaten gemaakt naar de heetwaterbronnen door geologen. Begin jaren 70 kreeg de plaats ook een geasfalteerde wegverbinding met Milkovo, die later werd doorgetrokken naar Atlasovo en Oest-Kamtsjatsk.
In de plaats bevindt zich een sanatorium-preventorium van een luchtvaartmaatschappij. Het ziekenhuis en badhuis zijn echter gesloten. De plaats is het traditionele recreatiegebied van de inwoners uit de steden Jelizovo en Petropavlovsk-Kamtsjatski. Op enige afstand van het plaatsje bevindt zich de Malkafabriek, waar mineraalwater wordt verwerkt.
| 1852 | 1868 | 1876 | 1888 | 1895 | 1897 | 1909 | 1926 | 1956 | 2007 |
| ---- | ---- | ---- | ---- | ---- | ---- | ---- | ---- | ---- | ---- |
| 75   | 98   | 68   | 65   | 99   | 109  | 121  | 83   | > 72 | 33   |

Bestuurlijk centrum: Jelizovo

Bereznjaki · Dalni · Dvoeretsje · Ganaly · Joezjnye Korjaki · Ketkino · Korjaki · Krasny · Kroetoberegovy · Lesnoj · Malka · Nagorny · Natsjiki · Nikolajevka · Novy · Paratoenka · Pinatsjevo · Pionerski · Razdolny · Severnye Korjaki · Sokotsj · Sosnovka · Svetly · Termalny · Voelkanny · Zeleny